# 村上久米太郎
村上 久米太郎（むらかみ くめたろう、1887年12月3日 - 1958年1月26日）は、日本の陸軍軍人。1934年に満洲で起きた人質事件の解決に貢献したことで知られる。

## 経歴
愛媛県越智郡津島村（現今治市吉海）に生まれた。小学校卒業後は農業に従事し、徴兵で18年間軍隊生活を送り、1925年奉天守備隊員を最後に除隊。その後、旅順や大連でも働いた。

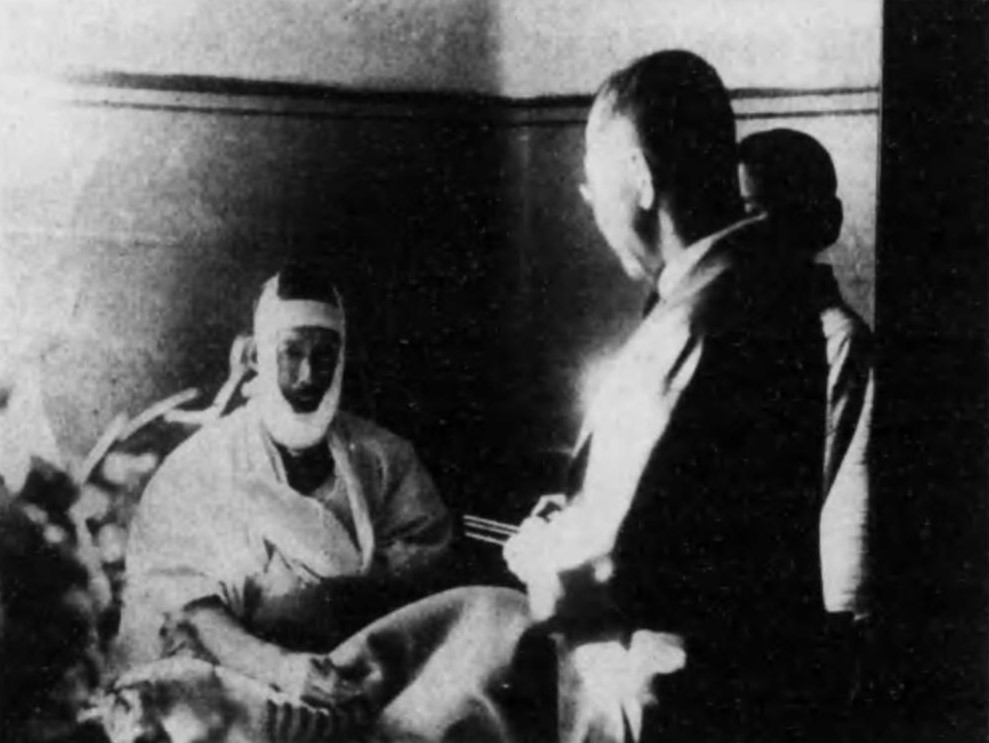
ハルビン病院にて満洲国勲章を拝受する村上

吉林省の事務官時代の1934年8月30日に、ハルビン発新京行きの夜行列車で匪賊の襲撃に遭遇し、乗り合わせた外国人2人を含む9人が人質となって監禁されたときに、救助の日本軍捜索隊の「日本人はいるか?」の呼び声に、匪賊は人質たちに答えるなと命令したが、村上は「日本人ここにあり」と叫び、それを聞いて捜索隊が突入し全員が救助された。
村上はこの際、顎を撃たれたが、人質のアメリカ人二人のうち一人はメトロ・ゴールドウィン・メイヤーの社員であり、同社社長のアーサー・ローエルは外務大臣広田弘毅に謝辞を寄せ、満洲国は景雲章を贈り、犠牲となるを厭わなかった勇気を称えた。日本からも紅綬褒章が授与された。
戦後は愛媛県松山市に帰り、1958年1月26日に亡くなった。著書に『日本人こゝにあり』があり、復刻版も出版されている。

## 文化

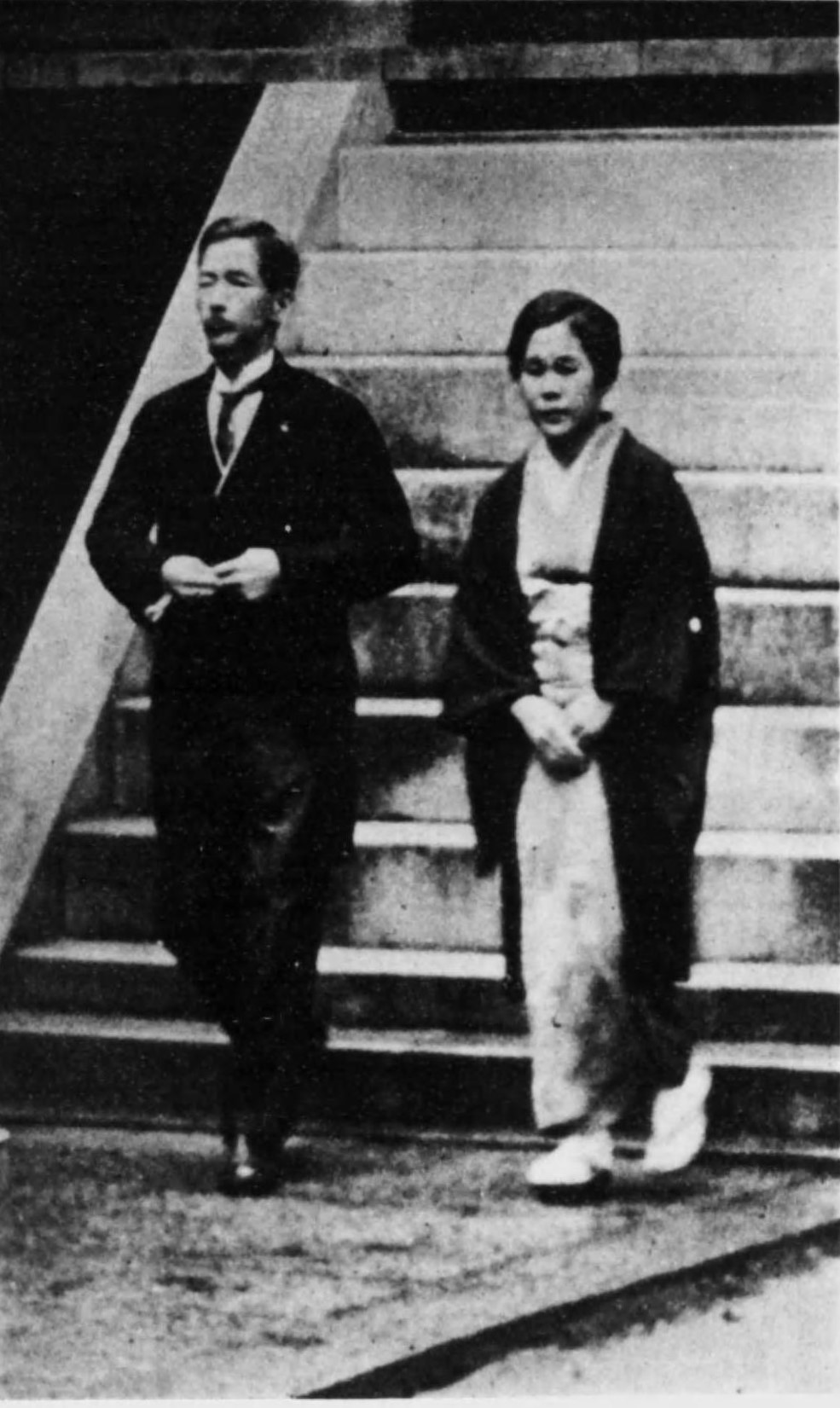
金刀比羅宮に参拝する村上と妻の静子。1935年2月26日撮影。

この満洲での事件の後に、流行歌『-日本人は此処に在り- 義人村上』（佐藤惣之助作詞、古関裕而作曲）が作られた。
田河水泡は、『のらくろ』第3巻『のらくろ伍長』の「序文」で、「村上少尉が満州で『日本人ここにあり』と叫んだあの意気に学んで　君も僕も日本人として肩を組んで大日本帝国の平和を守ろう。」と書いている。